# Modern Heart (album)
Modern Heart è il quinto album in studio del cantante belga Milow, pubblicato in alcuni paesi dell'Europa centrale a maggio 2016 e disponibile in versione deluxe con canzoni registrate dal vivo.

## Tracce
1. Waiting Around for Love – 4:16
2. Lonely One – 3:23
3. Howling at the Moon – 3:05
4. The Fast Lane – 3:41
5. Love Like That Is Easy – 3:23
6. No No No – 3:10
7. Running Blind – 4:14
8. Really Rich – 4:01
9. Way up High – 6:01

Durata totale: 35:14

## Deluxe edition
1. The Fast Lane [Live] – 2:59
2. No No No [Live] – 3:30
3. Howling at the Moon [Live] – 3:05
4. Love Like That Is Easy [Live] – 3:24
5. Howling at the Moon [Live] – 3:20
6. Running Blind [Live] – 3:11

Durata totale: 19:29

## Singoli
- Howling at the Moon (25 marzo 2016)[2]
- No No No (16 settembre 2016)[3]
- Lonely One (13 gennaio 2017)[4]
- Love Like That Is Easy (14 febbraio 2017)[5]